# IV. Vaszilij orosz cár
IV. Vaszilij (oroszul Василий IV Иванович Шуйский, Vaszilij Ivanovics Sujszkij; 1552. szeptember 22. – Gostynin, 1612. szeptember 12.) Oroszország cárja 1606 és 1610 között, I. Ál-Dmitrij orosz cár után. A Rurik-dinasztia sujszkiji ágának tagja volt, és egyben Oroszország utolsó Rurik-házi uralkodója.

## Élete
A Vaszilij Ivanovics Sujszkij nevet kapta születésekor, Nyizsnyij Novgorod fejedelmeinek leszármazottja volt. Egyike volt a cári Oroszország vezető bojárjainak I. Fjodor orosz cár és Borisz orosz cár uralkodása alatt. Vaszilij és testvére Dmitrij általában összehangoltan cselekedett és egy célért harcoltak.
Unokatestvére Mihály herceg, aki hadseregeket irányított, svéd szövetséges, kis sereg támogatta. Két korábbi pártfogója mondatta le 1610-ben, két bátyjával együtt Varsóba vitték. 
III. Zsigmond lengyel király és a Szejm előtt kényszerítésre megjelentek. Vaszilijt halála után felkent cárként ismerték el. A lengyel hatóságok tárgyalásai során állandóan követelték, hogy újratemessék Oroszország területén Vaszilijt.
Ezt el is érték, Oroszországba került, maradványai a moszkvai Arhangelszkij-székesegyházban nyugszanak. Vaszilij kétszer házasodott, első felesége Jelena volt, első házasságából nem született gyermeke. Második felesége Jekatyerina volt, két lánya született, Anna és Anasztázia hercegnő.